# Zenodo
Zenodo és un repositori digital obert de dades de recerca, de propòsit general, desenvolupat sota el programa europeu OpenAIRE i gestionat pe l'Organització Europea per a la Recerca Nuclear (CERN). Permet als investigadors dipositar treballs de recerca, conjunts de dades, programari de recerca, informes i qualsevol altre artefacte digital relacionat amb la investigació. Per a cada enviament, s'encunya un identificador d'objecte digital persistent (DOI), que fa que els elements emmagatzemats es puguin citar fàcilment.

## Característiques
Zenodo es va llançar el 8 de maig de 2013, com a successor de l'OpenAIRE Orphan Records Repository per permetre als investigadors de qualsevol àrea temàtica complir amb qualsevol requisit de dipòsit de ciència oberta en absència d'un dipòsit institucional. Es va rellançar com a Zenodo el 2015 per oferir un lloc perquè els investigadors també puguin dipositar conjunts de dades; permetent pujar fitxers de fins a 50 GB.
Proporciona un DOI als conjunts de dades i altres dades enviades que no en tenen per facilitar la citació del treball i admet diversos tipus de dades i llicències. Una font compatible són els repositoris de GitHub.
Zenodo és recolzat pel CERN «com una activitat marginal» i allotjat a la infraestructura informàtica d'alt rendiment que s'utilitza principalment per a les necessitats de la física de partícules.
Zenodo s'executa amb Invenio (un marc de programari lliure per a repositoris digitals a gran escala), embolicat per una petita capa addicional de codi que també s'anomena Zenodo.

## Història
El 2019, Zenodo va anunciar una associació amb el dipòsit de dades Dryad per desenvolupar conjuntament noves solucions centrades en donar suport als fluxos de treball d'investigadors i editors, així com a les millors pràctiques en programari i cura de dades.
A partir de 2021, les estadístiques de Zenodo disponibles públicament per a elements oberts van informar d'un total de més de 45 milions de "visualitzacions úniques" i més de 55 milions de «descàrregues úniques».
També el 2021, Zenodo va informar que havia creuat 1 petabyte en dades allotjades i 15 milions de visites anuals.